# Abrothrix sanborni
Abrothrix sanborni е вид гризач от семейство Хомякови (Cricetidae). Видът е почти застрашен от изчезване.

## Разпространение и местообитание
Разпространен е в Аржентина и Чили.
Обитава гористи местности, крайбрежия и плажове.

## Описание
Теглото им е около 24,7 g.
Популацията на вида е намаляваща.